# Massacres de Río Negro
Les massacres de Río Negro sont plusieurs massacres perpétrés contre les villageois de Río Negro tant leur village ainsi qu'à Xococ, Cerro Pacoxom, Los Encuentros et Agua Fría au Guatemala entre 1980 et 1982. Plus de 440 Mayas Achi auraient été tués dans le village de Río Negro et la série de meurtres extrajudiciaires qui ont coûté la vie à près de 5 000 personnes entre 1980 et 1982 prit le nom de « massacres de Río Negro ». Le gouvernement déclara que le refus de relocalisation des villageois pour la construction du barrage hydroélectrique de Chixoy était une activité de contre-insurrection bien que des religieux, des journalistes et les survivants rejettent le fait que le village ait connu une quelconque activité de guérilla organisée,.

## Contexte
En 1978, alors en guerre civile, le gouvernement du Guatemala opérait des réformes de développement économique, dont la construction du barrage hydroélectrique de Chixoy. Financé en grande partie par la Banque mondiale et la Banque interaméricaine de développement, le barrage fut construit à Rabinal dans le département de Baja Verapaz, historiquement peuplé de  Mayas Achis. Pour terminer la construction, le gouvernement engagea la relocalisation volontaire et forcée des communautés vivant dans les vallées fertiles vers les hautes terres plus difficiles à cultiver,.

## Déroulement

### Massacre du 4 mars 1980 et exécutions extrajudiciaires du 8 juillet 1980 à Río Negro
Le 4 mars 1980, deux membres de l'armée du Guatemala et un agent d'une patrouille de police militaire vinrent au village de  Río Negro alors qu'ils cherchaient les personnes ayant volé des provisions aux travailleurs de l'Institut national guatémaltèque d'électricité (INDE) qui construisaient le barrage hydroélectrique de Chixoy. En réaction, les membres du villages se sont réunis devant la chapelle et une dispute éclata. Très rapidement, l'agent de police militaire fut frappé. Selon la Cour interaméricaine des droits de l'homme, les preuves fournies n'indiquent pas qui de l'agent frappé où des deux autres militaires ont tiré, résultant dans la mort de 6 villageois, tandis qu'une septième fut blessée et transportée à l'hôpital de Cobán où elle mourut de ses blessures. Ces sept morts étaient des chefs et représentants de la communauté.
À la suite du massacre, deux chefs du comité de la communauté de Río Negro qui négociaient les relocalisations, Valeriano Osorio Chen et Evaristo Osorio, reçurent l'injonction de se rendre aux bureaux de l'INDE à Chinatzul le 8 juillet 1980. L'injonction leur demandait notamment de présenter les registres contenant l'accord signé et les engagements faits par l'INDE. Le jour même, ils partirent pour cet office, mais ne revinrent pas. Leurs corps furent retrouvés plusieurs jours plus tard, à Purulha, nus et avec des traces de balles.

### Massacre des villageois de Río Negro le 13 février 1982 à Xococ
Au début du mois de février 1982, un groupe d'hommes armés mirent le feu au marché du village de Xococ et tuèrent 5 personnes. Selon l'armée guatémaltèque, les auteurs de ces tirs étaient la guérilla et la communauté de Río Negro. En réaction, les villageois de Xococ se déclarèrent ennemis des habitants de Río Negro et coupèrent toute relation avec eux. L'armée entreprit d'armer les villageois et de les entraîner en patrouilles d'autodéfense civiles qui finirent par entrer en confrontation avec la communauté de Río Negro. Les 6 et 7 février 1982, au nom de l'armée du Guatemala, les patrouilleurs de Xococ convoquèrent plusieurs habitants de Río Negro dans leur village. Là, ils firent l'objet d'abus et d'accusations (d'être membre de guérilla et d'avoir mis le feu au marché) de la part des patrouilleurs. Ceux-ci conservèrent les pièces d'identités des habitants de Río Negro et leur demandèrent de revenir les chercher le 13 février.
Finalement, le 13 février, environ 93 membres. de la communauté de Río Negro se rendirent à Xococ pour récupérer leurs pièces d'identités. Selon les témoignages recueillis par la Cour interaméricaine des droits de l'homme, les patrouilleurs de Xococ les attendaient avec des matraques, des bâtons, des cordes et des machettes. Ceux-ci entourèrent les villageois de Río Negro, leur prirent de l'argent, puis les autorisèrent à faire leur shopping sur le marché. Vers midi, les patrouilleurs demandèrent aux villageois de Río Negro de former des lignes hommes-femmes-enfants. Selon les témoignages, les hommes furent emmenés dans un « fossé » et tués.
Par la suite, les patrouilleurs rassemblèrent les villageois de Río Negro devant l'église, les attachèrent et les attaquèrent avec des matraques et des machettes puis les enfermèrent dans le bâtiment sans eau ni nourriture, parfois pendant deux jours.
Finalement, le 14 février, une survivante, Teodora Chen, parvient à s'échapper et alerte les villageois de Río Negro, dont une partie des habitants partis se cacher dans les montagnes. Le même jour, des soldats et des patrouilleurs de Xococ vinrent dans chaque maison de Río Negro et demandèrent à voir les hommes, les accusant d'avoir rejoint la guérilla. Ils dirent aux femmes que si les hommes ne revenaient pas, elles seraient éliminées.

### Massacre du 13 mars 1982 à Cerro Pacoxom
Après leur menace du 14 février 1982, des patrouilleurs et des membres de l'armée se sont présentés vers 6h00 du matin le 13 mars avec des armes, cordes, bâtons et machettes et demandèrent, de maison en maison, à voir les hommes. Or ces derniers passaient la nuit dans les collines pour plus de sécurité. Selon les patrouilleurs et l'armée, l'absence des hommes était la preuve qu'ils faisaient partie des guérillas. En conséquence, ils firent sortir les femmes, dont les femmes enceintes, les personnes âgées et les enfants de leurs maisons et saccagèrent le village. Par la suite, ceux-ci forcèrent les villageois, parfois attachés par le cou ou les mains, à remonter la colline sur trois kilomètres sans eau ni nourriture jusqu'à un lieu-dit appelé « Cerro Pacoxom ». Durant le trajet, les assaillants les insultaient, les poussaient et les frappaient (dont les femmes enceintes) et tuaient les villageois qui ne pouvaient pas continuer. Ils forcèrent aussi les femmes à danser et certaines d'entre elles, ainsi que des filles, furent séparées du groupe et violées. Au moins une de ces femmes tomba enceinte.
En arrivant à Cerro Pacoxom, les soldats et patrouilleurs creusèrent une fosse commune et tuèrent les villageois de Río Negro par pendaison, à la machette, à l'arme à feu ou encore, en jetant les bébés à répétition contre des pierres. Durant le massacre, 17 enfants furent sélectionnées (ou donnés par leurs parents pour être sauvés) par les soldats et patrouilleurs et ramenés au village de Xococ. Certains furent gardés par les patrouilleurs et les militaires, d'autres ont été emmenés près de l'église du village et donnés à des habitants de la communauté de Xococ. La plupart de ces enfants sont restés entre 2 et 4 ans à vivre avec les habitants de Xococ, certains étaient obligés de travailler, d'autres étaient maltraités et menacés et certains avaient dû prendre une nouvelle identité.
Au total, environ 70 femmes et 107 enfants auraient été tués durant ce massacre.

### Massacre du 14 mai 1982 à Los Encuentros
Certains des survivants du massacre du 13 mars 1982 cherchèrent refuge à Los Encuentros. C'est à cet endroit que, le 14 mai 1982 vers 1h00 de l'après-midi, un groupe de soldats et de patrouilleurs attaqua la communauté en leur tirant dessus et en jetant de grenades. La Cour interaméricaine des droits de l'homme rapporte que plusieurs femmes ont été violées, d'autres personnes furent pendues, où furent forcées à se tenir debout sur des plaques d'acier chauffées jusqu'à en mourir. Cette attaque aurait fait environ 79 morts. À au moins trois occasions, un hélicoptère serait venu à Los Encuentros et aurait emmené au moins une quinzaine de personnes qui ont ensuite disparu.
Les survivants ont fui dans les montagnes.

### Massacre du 14 septembre 1982 à Agua Fría
Quelques survivants des massacres des 13 mars et 14 mai 1982 fuirent dans le village d'Agua Fría situé dans le département du Quiché. Le 14 septembre, un groupe de militaires et de paramilitaires vinrent dans le village et réunirent les personnes dans un bâtiment. Ils tirèrent sur eux depuis l'extérieur et incendièrent la structure tuant au moins 92 personnes.